# 渡辺栄
渡辺 栄（わたなべ さかえ、1933年11月16日 - 2016年もしくは2017年）は、日本中央競馬会 (JRA) に所属した騎手、調教師。調教師時代に2001年度JRA年度代表馬ジャングルポケット、桜花賞優勝馬シャダイソフィア、朝日杯3歳ステークス優勝馬フジキセキなどを管理した。1989年度JRA賞最高勝率調教師、1991年度同最多勝利調教師および優秀技術調教師。新潟県出身。
戸籍上の表記は旧字体が含まれた渡邊 榮だが、JRAでは旧字体等での登録が認められていない為、新字体に修正して登録している。

## 経歴
1933年、新潟県北蒲原郡本田村（現・新発田市）に農家の五男として生まれる。幼少期から農耕馬に親しんで育ち、神事の競馬などにも出場していた。中学校卒業後、公営・草津競馬場で見習い騎手となり、近畿から中部地方各地の競馬場で活動した。
1951年7月、国営競馬（のちの日本中央競馬会）で騎手になることを志し、出張先の京都長岡競馬場から脱走。そのまま京都競馬場に赴き、飛び込みで武田文吾厩舎に入門、騎手見習いとなった。1956年に中央競馬の騎手免許を取得、以後調教助手と兼任しながら、1976年まで騎手として活動を続けた。中央競馬での通算成績は1942戦129勝・うち重賞2勝（1964年タマツバキ記念・ハチミドリ、1967年アラブ大賞典・オペレツタ）。

### 調教師時代
騎手引退後すぐに調教師免許を取得。1978年に独立し、滋賀県栗東トレーニングセンターに自身の厩舎を開業した。1980年にアスコットロイヤルで中京記念を制し重賞初勝利を挙げる。1983年には武田から紹介を受けていた吉田善哉の所有馬・シャダイソフィアが桜花賞に優勝し、八大競走初制覇を果たした。同馬を預かる際、吉田が「100万ドルの馬を預ける」と豪語したという。
1985年に栗東トレーニングセンターに坂路コースが設置されると、坂路設置推進派であった戸山為夫らにならい、これをいち早く調教に取り入れた。年間10勝前後で推移を続けていた成績は、1988年の22勝を皮切りに急速に上向き、翌1989年には全国7位となる年間31勝、勝率では2割4厘を記録し、当年の最高勝率調教師となる。1991年には年間44勝で全国1位となり、最多勝利調教師と優秀技術調教師を獲得した。1994年には管理馬フジキセキが朝日杯3歳ステークスに優勝。吉田善哉が輸入し、以後50頭近くのGI優勝馬を輩出するサンデーサイレンスの産駒として、これが最初のGI制覇ともなった。
1990年代半ばを境に成績上位からは遠ざかったが、安定して年間20勝以上の成績を維持した。2000年にはジャングルポケットで札幌3歳ステークスを制し、調教師としては史上初となるJRA全10競馬場重賞勝利を達成。同馬は翌2001年に東京優駿（日本ダービー）を制し、ダービートレーナーとなる。さらに同馬は同年のジャパンカップも制し、当年の年度代表馬となった。
2004年2月に定年により調教師を引退。当時現役であったスイープトウショウなどの管理馬は、同じ武田門下である鶴留明雄厩舎等に分散して引き継がれた。
明確な没年月日は不明だが、2024年5月30日に発行された『Sports Graphic Number』1096号内のコラムにおいて、渡辺厩舎で調教助手を務めていた長男・隆により、渡辺が68歳で肺がんを患ったこと、83歳の時に没したことが明かされている。

## 成績
※調教師としての成績のみ記載する。
| 通算成績 | 1着 | 2着 | 3着 | 4着以下 | 出走回数 | 勝率 | 連対率 |
| -------- | --- | --- | --- | ------- | -------- | ---- | ------ |
| 平地     | 489 | 414 | 420 | 3,323   | 4,646    | .105 | .194   |
| 障害     | 9   | 8   | 6   | 50      | 73       | .123 | .233   |
| 計       | 498 | 422 | 426 | 3,373   | 4,719    | .106 | .195   |

- 初出走 1978年3月5日ツキノベル（3着）
- 初勝利 1978年7月2日ポットイーグル

### 受賞
- 1989年 JRA賞最高勝率調教師、優秀調教師賞（関西）
- 1991年 JRA賞最多勝利調教師、JRA賞優秀技術調教師
- 1993年 優秀調教師賞（関西）
- 1994年 優秀調教師賞（関西）

## おもな管理馬
太字はGI級競走
- アスコットロイヤル（1980年中京記念）
- シャダイソフィア（1982年函館3歳ステークス、1983年桜花賞、サファイヤステークス、1985年阪急杯）
- メモリーバイス（1989年新潟大賞典）
- リリーズブーケ（1989年サファイヤステークス）
- サマンサトウショウ（1990年エプソムカップ）
- ヌエボトウショウ（1990年サファイヤステークス 1991年朝日チャレンジカップ 1992年北九州記念、愛知杯 1993年京都牝馬特別）
- トウショウバルカン（1991年新潟大賞典）
- ワンモアラブウェイ（1992年カブトヤマ記念 1993年小倉大賞典）
- エリザベスローズ（1993年セントウルステークス）
- フジキセキ（1994年朝日杯3歳ステークス、1995年弥生賞）
- メモリージャスパー（1994年阪神牝馬特別）
- マジックキス（1996年北九州記念）
- エアウイングス（1997年阪神牝馬特別）
- トウショウアンドレ（2000年中日新聞杯）
- ジャングルポケット（2000年札幌3歳ステークス、2001年東京優駿、ジャパンカップ、共同通信杯）
- ミツワトップレディ（2002年クイーンステークス）
- スイープトウショウ（2003年ファンタジーステークス） ※渡辺の定年に伴い鶴留明雄厩舎に移籍。のちにGI競走3勝。